# Where the Sidewalk Ends
Where the Sidewalk Ends is een Amerikaanse film noir uit 1950 onder regie van Otto Preminger. Het scenario is gebaseerd op de roman Night Cry (1948) van de Amerikaanse misdaadauteur William L. Stuart. De film werd destijds in Nederland uitgebracht onder de titel Waar de rechte weg eindigt.

## Verhaal
De cynische rechercheur Mark Dixon ligt aldoor overhoop met zijn oversten. Tijdens het onderzoek naar de moord op een rijke Texaan, slaat hij per ongeluk een verdachte dood. Hij wil de schuld in de schoenen schuiven van de crimineel Tommy Scalise.

## Rolverdeling
| Acteur        | Personage              |
| ------------- | ---------------------- |
| Dana Andrews  | Rechercheur Mark Dixon |
| Gene Tierney  | Morgan Taylor          |
| Gary Merrill  | Tommy Scalise          |
| Bert Freed    | Rechercheur Paul Klein |
| Tom Tully     | Jiggs Taylor           |
| Karl Malden   | Inspecteur Thomas      |
| Ruth Donnelly | Martha                 |
| Craig Stevens | Ken Paine              |